# Plasa Vințu de Jos, județul Alba
Plasa Vințu de Jos (între 1918 și 1950) a fost o unitate administrativă în cadrul județului Alba (interbelic). Reședință de plasă era comuna Vințu de Jos.

## Demografie
La recensământul din 1930 au fost înregistrați 25.631 locuitori, dintre care (din punct de vedere etnic) 23.657 români (92,3%), 1.022 germani (4,0%), 519 țigani (2,0%), 328 maghiari (1,3%) ș.a.
Sub aspect confesional populația era alcătuită din 15.902 ortodocși (62,0%), 8.058 greco-catolici (31,4%), 1.020 evanghelici (4,0%), 231 baptiști (0,9%) ș.a.

## Materiale documentare

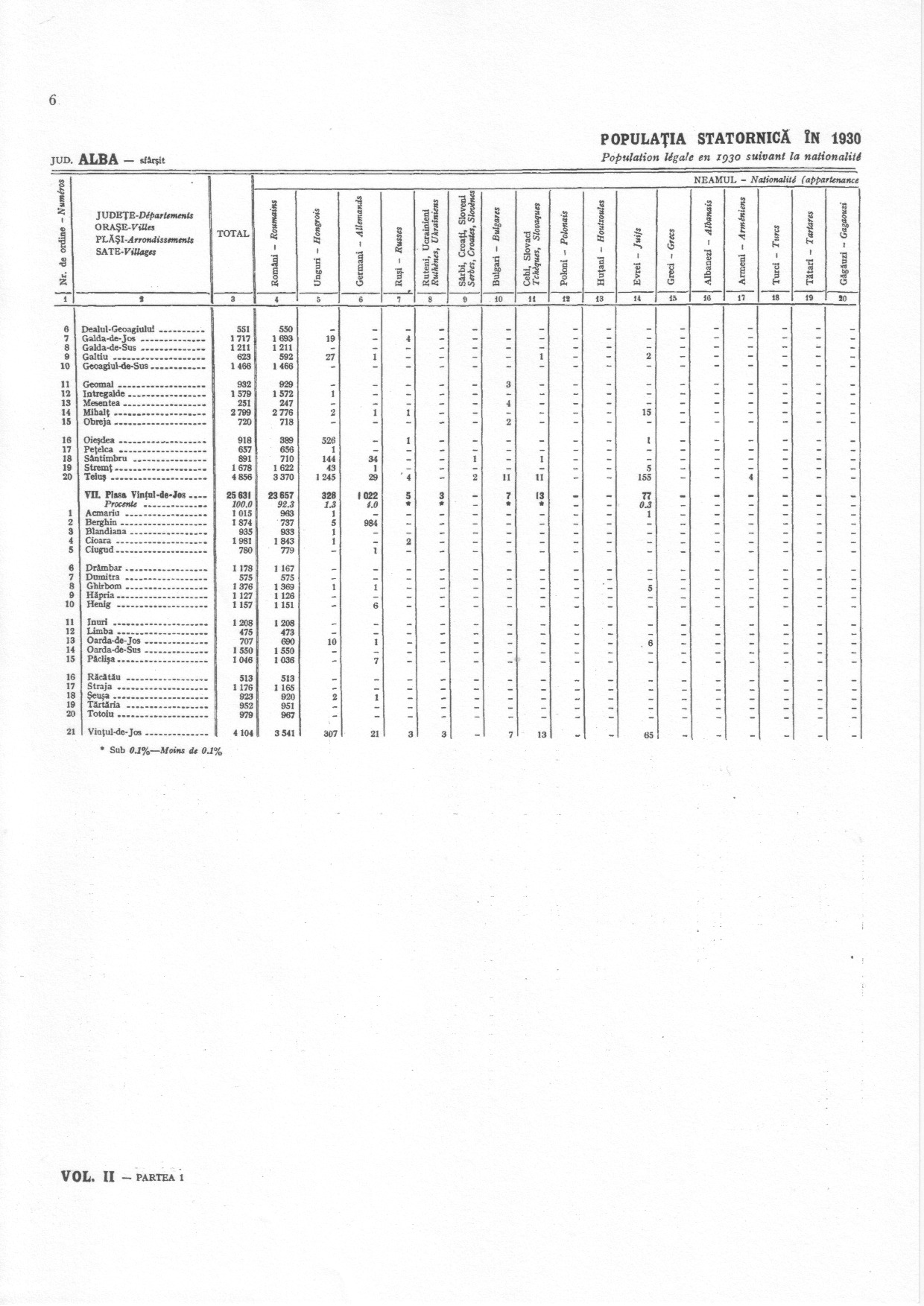
Datele aferente plășii Vințu de Jos la recensământul din 1930 (Etnii - partea I)
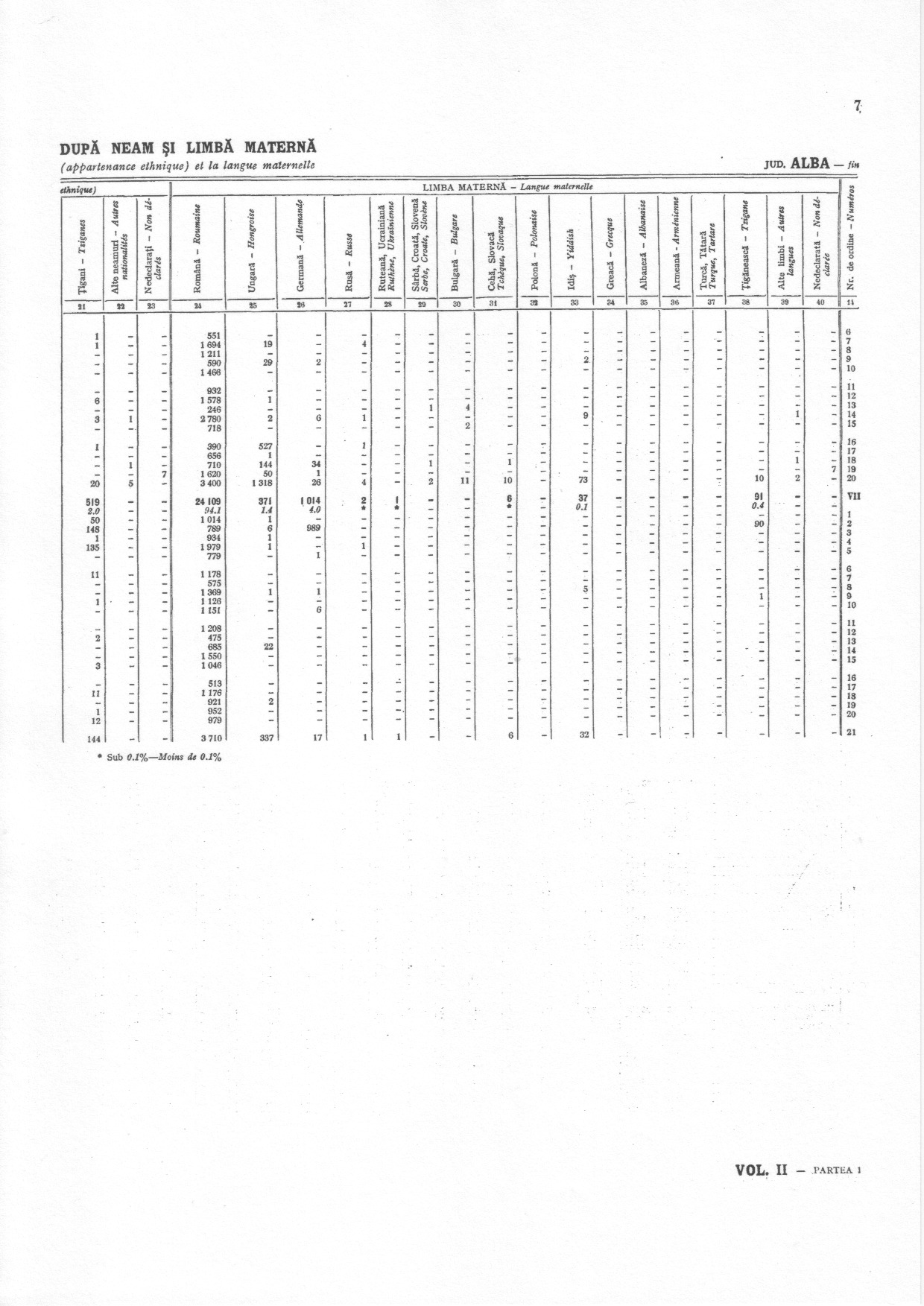
Datele aferente plășii Vințu de Jos la recensământul din 1930 (Etnii - partea II)
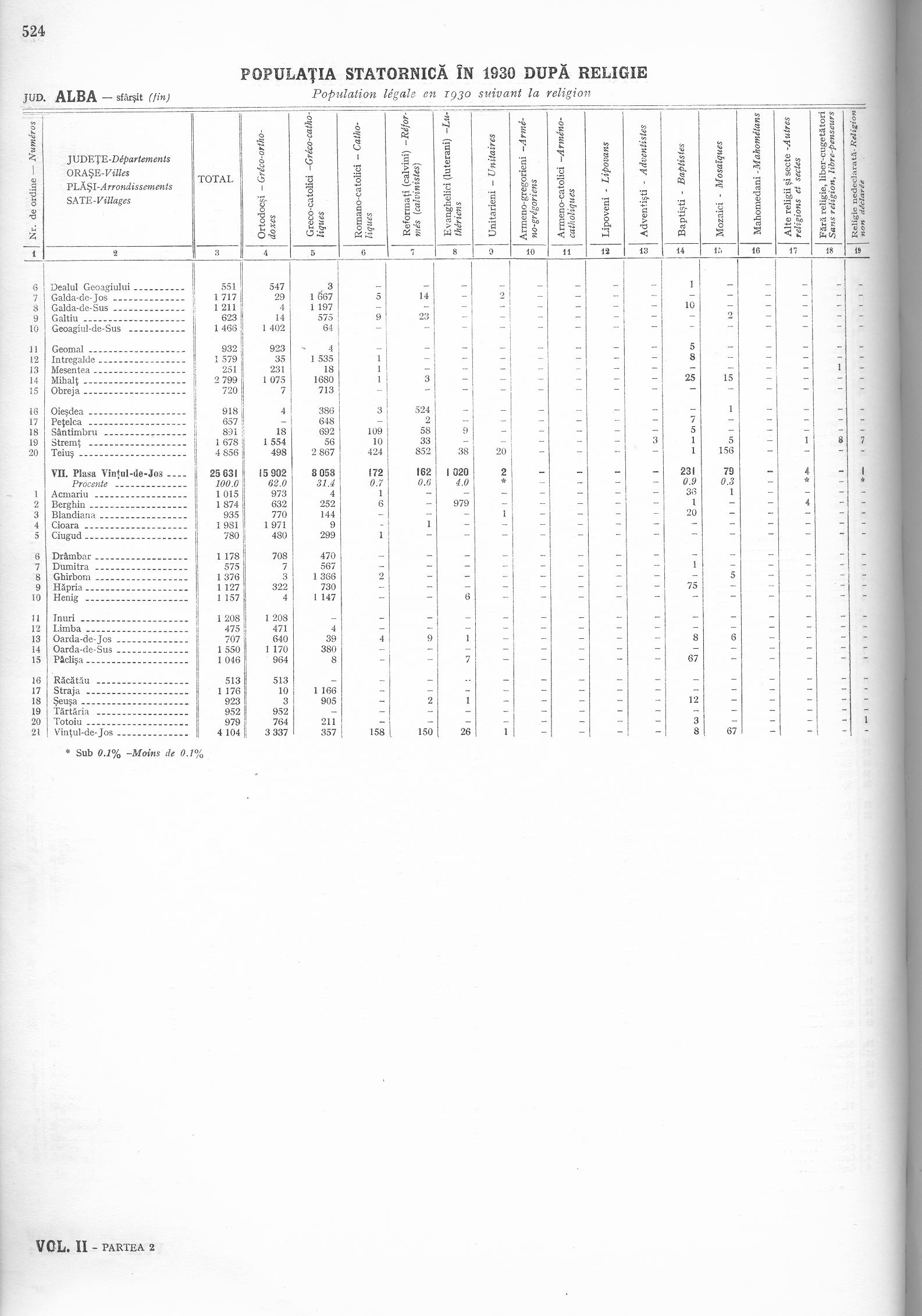
Datele aferente plășii Vințu de Jos la recensământul din 1930 (Confesiuni)